# PARマンの情熱的な日々
『PARマンの情熱的な日々』（パーマンのじょうねつてきなひび）は、藤子不二雄Ⓐ（安孫子素雄。以下、藤子Ⓐ）による日本のコミックエッセイ作品。『ジャンプスクエア』（集英社）2007年12月号（創刊号）から2015年12月号まで連載された。

## 概要
PARマンこと藤子不二雄Ⓐが私生活の一部などを告白する、エッセイと漫画を融合した作品である。
藤子Ⓐは本作以前から多数の作品（エッセイ『パーマンの指定席』や『パーマンゴルフ』など）で「パーマン」を自称として用いている。これは、『パーマン』の作者であること、ゴルフ用語の「パー」、敬愛するゴルファー「アーノルド・パーマー」、スコッチ・ウイスキーの銘柄である「オールドパー」等にちなんでいる。なお、漫画『パーマン』は、1966年からの連載は藤本弘メインの合作で、安孫子はパーマン2号、カバ夫などの作画を担当している。
内容に関しては非常に変わったスタイルを持っており、分かり易い解説文やコミカルな絵柄とは裏腹に劇画調、もしくは実際に撮影した写真を取り込んだカットが突然挿入されたりするなど、インパクトのある絵柄にしあがっている。また第1話では『笑ゥせぇるすまん』の喪黒福造と小池さんがモブキャラとして登場した。
単行本は通常のコミックスよりも大きいA5版で値段も1680円と倍以上の値段になっており、ジャンプスクエアの掲載作以外に本作の企画を持ち込んだ茨木政彦前編集長や著名作家との対談などの企画ページも収録されている。
2015年、12月号をもって休載を発表。
2022年4月7日に藤子Ⓐが死去したことにより、本作は藤子Ⓐ自身が最後に筆を執った作品となった。

## 登場人物（解説者）
PARマン氏
藤子不二雄Ⓐ。半世紀以上に渡り名作漫画を描いてきた偉人。朝早くに妻に見送られてロマンスカーに乗り、ミルクティーを飲みながら車窓の外を眺めてアトリエに出勤するのが朝の日課。第1話ではアトリエに出勤するも途中で仕事を放棄し、プールやサウナに行ったり『ゴルゴ13』のさいとう・たかをと飲みに行ったりした。勿論その日はアトリエに戻らなかったという（しかし、そんな生活が続いていながら本人自身は半世紀以上の漫画家生活で一度しか原稿を落としたことが無いという異形の製作態勢を持つ）。
作中で自身の事を「わし」と呼んでいる（実際の藤子Ⓐはメディア出演時や他のエッセイ漫画などで「ボク」という一人称を使う事が多い）。

## 書誌情報
- 藤子不二雄Ⓐ 『PARマンの情熱的な日々』 集英社、既刊4巻（2015年3月5日現在）
  1. 「漫画家人生途中下車編」2010年9月3日発売[1][6]、ISBN 978-4-08-780579-6
  2. 「漫画家人生愉快にいこう編」2011年11月4日発売[7][8]、ISBN 978-4-08-780628-1
  3. 「なんでもかんでも面白がろう編」2014年3月5日発売[9][10]、ISBN 978-4-08-780716-5
  4. 「どこへでも飛んでいく編」2015年3月5日発売[11]、ISBN 978-4-08-780752-3